# Dariusz Matusiak
Dariusz Matusiak (ur. 10 października 1963) – polski piłkarz występujący na pozycji pomocnika.
Matusiak, rodowity zgierzanin w ekstraklasie rozagrał 35 spotkań. Debiut w niej zaliczył w 1992, w barwach łódzkiego Widzewa. Po zaledwie jednej rundzie przeszedł do grającej również w najwyższej klasie rozgrywkowej Olimpii Poznań, w której zaliczył 16 występów. Kolejny sezon spędził w drugoligowym (dziś I liga) Włókniarzu Pabianice. W 1994 przeszedł na jedną rundę do ŁKS-u Łódź, by po jej zakończeniu przenieść się z powrotem do Włókniarza. W następnych latach reprezentował m.in. barwy Startu Łódź oraz dwóch klubów ze swego rodzinnego miasta – Boruty i Włókniarza.